# デートの裏で殺人が…
『デートの裏で殺人が…』（デートのうらでさつじんが…）は、1981年にテレビ朝日系「土曜ワイド劇場」で放送されたテレビドラマ。主演は池上季実子。

## キャスト
- 北川千秋（広告会社勤務） - 池上季実子
- 遠藤京子（五井商事の取引先の重役の令嬢・寺本の不倫相手） - 池上季実子
- 勝野猛（コピーライター・千秋の幼馴染） - 岡本富士太
- 寺本露子（寺本の妻） - 赤座美代子
- 佐々信太郎（レストラン「シンシア」支配人） - 牟田悌三
- 刑事 - 穂積隆信
- 寺本徹（五井商事勤務） - 中山仁
- 小野ヤスシ、湯沢勉、大江徹、達純一、泉じゅん、高木信夫、橘田良江、斉藤朋彦、桜井英子、斉藤悦子、小林かずえ、篠原靖夫、植村恭子、伊藤京子、竹本左和子、伊藤晶子、安藤博信、山藤和幸

## スタッフ
- 原作 - 小林久三
- 脚本 - 猪又憲吾
- 監督 - 水川淳三
- 音楽 - 小川よしあき
- プロデューサー - 江夏浩一、宇都宮恭三
- 制作 - テレビ朝日、松竹